# Kundudo
Pour l’article homonyme, voir Kundudo (cheval).
Le mont Kundudo ou Kondudo est une montagne au sommet plat, de type amba, située dans la région d'Oromia en Éthiopie. Le Kundudo culmine à 2 959 m d'altitude à l'est de la cité fortifiée de Harar, et appartient à la chaîne du même nom, longue de 13 km.
Le Kundudo est l'habitat d'une des dernières populations de chevaux sauvages du continent africain, le cheval du Kundudo, dont la survie est menacée. À la base de la montagne se trouvent d'immenses grottes, notamment découvertes par des équipes spéléologiques italiennes et françaises.